# XnView
XnView és un visualitzador d'imatges multiplataforma que s'utilitza per visualitzar, convertir, organitzar i editar arxius gràfics i vídeos. És tant un explorador d'imatges com un visor amb grans opcions d'edició. Si cerques una eina pràctica pel maneig d'imatges, XnView és una molt bona opció.
És gratuït per a les organitzacions privades, educatives i les que no els interessa els propòsits comercials. Per a l'ús comercial i de distribució, l'usuari ha de registrar el programa.
L'XnView és bastant popular, ja que ofereix característiques que normalment es troben només en visors d'imatges comercials.

## Característiques
L'XnView es pot personalitzar i a la versió de Windows, s'hi troben 44 llengües diferents, una d'elles en català.
L'idioma es pot canviar a través del menú d'opcions. Els botons de la barra es poden modificar fins a un punt o sinó es poden substituir per les aparences que alteren.
A més, XnView és capaç de suportar un nombre creixent de formats de fitxer (sobretot els formats d'arxiu d'imatge). Pot importar uns 400 formats d'arxiu gràfics i exportar uns 50.
En aquest programa hi ha diverses eines d'edició d'imatges que també estan incloses. Pot modificar mides, rotar, suport de cultius sense la seva pèrdua.
També pot ajustar la brillantor, el contrast, els nivells automàtics, entre d'altres.
Canviar el nombre de colors, aplicar filtres (com el relleu) o efectes(lent, ona, etc.) són un dels trets d'aquesta plataforma.

L'XnView també és compatible amb els perfils ICC en els arxius JPEG, PNG, TIFF, etc.
També conté l'opció de mode de pantalla completa per tal de poder visualitzar en una mida més gran.
Una de les qualitats que té aquest programa és la facilitat de creació d'una pàgina web, d'un full de contactes o editar arxivament diverses pàgines.
La facilitat de comparar imatges costat a costat o la tira d'imatges de disseny és un tret més de L'XnView.
XnView pot mostrar IPTC, EXIF i les metadades XMP, i escriure les metadades de IPTC (però no pot escriure lots de metadades IPTC).
XnView pot cercar arxius que tenen el mateix nom o dada, també pot cercar gràfics similars.
A més, la representació de l'histograma de la imatge és possible. I en tan sols uns clics del ratolí, els scripts poden ser creats per convertir, manipular i canviar el nom d'un grup d'imatges en un sol cop.
També és possible la creació de presentacions de diapositives avançades. A més, pot pujar imatges a una página FTP o a l'ImageShack. La versió completa pot gravar imatges en un CD o DVD, però és necessari el Nero Burning ROM.
XnView és acompanyat per NConvert, una eina de conversió d'imatges.
L'autor ja no utilitza els compressors d'exe per comprimir arxius executables en la versió més recent, 1.95.

## Versions
- XnView MP (XnView Multi Plataforma) acabarà reemplaçant totes les altres versions de XnView (* nix i Mac OS X i Windows) utilitzant el mateix codi font per a totes les plataformes. Serà capaç de carregar imatges completes (8/16/32 bits per component),i serà més fàcil de manejar el suport per al llenguatge natiu de les plataformes i hi haurà una base de dades millor. Actualment la versió més recent és de 0,39.
- XnConvert (Disponible en Windows, Linux i Mac OS X) permet la conversió fàcil per lots d'arxius d'imatge, canviant la mida, el filtratge, afegint marques d'aigua i molt més.
- XnView Photo Fx és una aplicació que edita efectes de fotos. Es va llençar per primera vegada per a l'IPAD, però també hi ha una versió smartphone d'aquesta aplicació per a Android i l'iPhone IOS / iPod Touch.
- XnView Pocket ara existeix per al Pocket PC i l'Smartphone amb Windows Mobile 5 i 6, Pocket PC 2002-2005. L'última versió és XnView Pocket v1.51. És gratuït.
- XnView Deluxe va ser creat per Pierre-Emmanuel Gougeletper al programari de Xzeos. Era una versió comercial que tenia més característiques que l'XnView gratis estàndard. L'1 de gener del 2006, se'n va aturar el desenvolupament, la distribució i la del programa com a resultat de la creixent competència dels Adobe Albums, entre d'altres. Les característiques de l'XnView Deluxe es varen incorporar més tard al XnView (gratuït). XnView Deluxe ja no existeix.[4][5]